# Evelyn Ashley

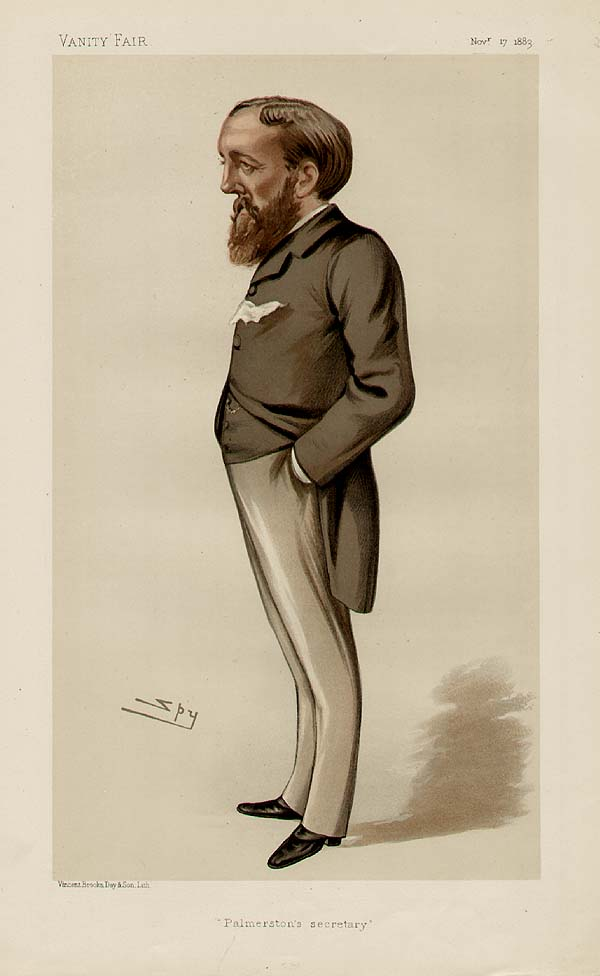
Evelyn Ashley, Karikatur von Leslie Ward

Anthony Evelyn Melbourne Ashley (* 24. Juli 1836 in London; † 15. November 1907 im Landhaus Broadlands bei Romsey, Hampshire) war ein britischer Schriftsteller und Politiker.

## Herkunft und Leben
Ashley war der vierte Sohn des Anthony Ashley-Cooper, 7. Earl of Shaftesbury und dessen Frau Lady Emily Cowper (1810–1872), sowie der jüngere Bruder von Anthony Ashley-Cooper, 8. Earl of Shaftesbury. Er besuchte die Schule in Harrow und studierte am Trinity College in Cambridge, wo er 1858 graduierte.
Ashley wurde 1858 Privatsekretär von Lord Palmerston und erhielt in den Folgejahren eine qualifizierte Ausbildung, die ihn auf hohe politische Ämter vorbereitete. So unternahm er, nach der Niederlage Palmerstons, mit Lord Frederick Cavendish und Lord Richard Grosvenor eine Reise in die Vereinigten Staaten. Er wurde in die Anwaltskammer berufen und in Oxford tätig, unternahm mit Palmerstons Zustimmung 1860 eine Reise durch Italien und beteiligte sich an der Herausgabe der politischen Zeitschrift The Owl. Im Jahr 1863 wurde er Sachwalter in London und begleitete Laurence Oliphant auf einer Expedition in die russische Provinz Wolhynien, wo sie aufgrund des Verdachts, polnische Aufständische zu sein, festgenommen wurden.
Von 1863 bis 1874 fungierte er als Schatzmeister der Grafschaftsgerichtshöfe von Dorset. 1874 bewarb er sich vergeblich um einen Parlamentssitz für die Isle of Wight, wurde aber im Mai des Jahres für Poole gewählt und gehörte dem House of Commons seit 1880 für Wight an. Er schloss sich der Liberal Party an, wurde im April 1880 Parlamentarischer Staatssekretär des Board of Trade und im Mai 1882 Parlamentarischer Unterstaatssekretär im Colonial Office. Bei den Parlamentswahlen von 1885 unterlag Ashley Lord Alverstone auf der Isle of Wight. Bei den Parlamentswahlen von 1886 kandidierte er ebenfalls erfolglos für North Dorset. Weitere Niederlagen folgten. 1891 wurde er zum Privy Councillor ernannt. Er trat mehrmals erfolglos bei den Parlamentswahlen in Portsmouth an, zuletzt 1895 gegen Alfred Charles William Harmsworth, John Baker (1867–1939) und Walter Owen Clough (1846–1922).
Mitte des 19. Jahrhunderts verkaufte ihm Palmerston seinen Landsitz Broadlands in der Nähe von Romsey bei Southampton.

## Werke
Als Schriftsteller veröffentlichte Ashley die zweite Hälfte einer fünfbändigen Biographie über Palmerston, eine Aufgabe, die Lord Henry Bulwer Dalling (1801–1872) als dreibändiges Werk (1870–1874) begonnen und an deren Fertigstellung und Überarbeitung er mitgewirkt hatte.
- Henry Lytton Bulwer: The Life of Henry John Temple Viscount Palmerston. Band 3. Richard Bentley and Son, London 1874 (archive.org – als Herausgeber).
- The life and correspondence of Henry John Temple, viscount Palmerston;. Band 2. R. Bentley & sons, London 1879 (archive.org).
- The life and correspondence of Henry John Temple, viscount Palmerston;. Band 2. R. Bentley & sons, London 1879 (archive.org).

## Familie und Nachkommen
Ashleys Großmutter mütterlicherseits war Lady Emily Lamb, die Schwester von Lord Melbourne. Sie war zwar zunächst mit Lord Peter Cowper (1778–1837) verheiratet, hatte jedoch seit Jahren eine Liebesbeziehung zu Lord Palmerston, den sie in zweiter Ehe heiratete. So wurde angenommen, dass ihre Tochter Lady Emily Cowper (* 1810; † 15. Oktober 1872), Ashleys Mutter, und weitere ihrer Kinder, mit Ausnahme des ältesten Sohnes, eigentlich Nachkommen von Lord Palmerston waren.
Ashley war zweimal verheiratet
- 1866 mit Sybella Charlotte (geborene Farquhar; † 31. August 1886),[3] Tochter von Sir Walter und Lady Mary Farquhar
  - Wilfrid (* 13. September 1867; † 3. Juli 1939), der von 1924 bis 1929 der britischen Regierung als Verkehrsminister angehörte und 1932 als Baron Mount Temple in den Adelsstand erhoben wurde. Lord Mount Temple heiratete 1901 Amalia Mary Maud Cassel, eine Tochter des Bankiers Sir Ernest Cassel, und hatte mit ihr die Töchter Edwina und Ruth.
  - Lillian Blanche Georgiana Ashley (* 27. Juni 1875; † 14. September 1939) ⚭ Col. Hercules Arthur Pakenham[4]
- 1891 mit Lady Alice Cole, die Tochter von William Cole, 3. Earl of Enniskille
  - Anthony Henry Evelyn Ashley (* 25. Februar 1894; † 14. Januar 1921) ⚭ 6. März 1920 mit Albinia Mary (geborene Evans-Lombe), Tochter des Majors Edward Henry Evans-Lombe und dessen Frau Albinia Harriet (geborene Leslie-Melville).[5]